# Chiến tranh Hy Lạp–Thổ Nhĩ Kỳ (1919–22)
Chiến tranh Hy Lạp-Thổ Nhĩ Kỳ năm 1919–1922 (tiếng Thổ Nhĩ Kỳ: Türk-Yunan cephesi, n.đ. 'mặt trận Hy Lạp-Thổ Nhĩ Kỳ', tiếng Hy Lạp: Ελληνοτουρκικός πόλεμος, đã Latinh hoá: Ellinotourkikós pólemos) là chiến tranh giữa Hy Lạp và Thổ Nhĩ Kỳ trong cuộc phân chia đế quốc Ottoman sau Thế chiến thứ nhất, diễn ra từ tháng 5 năm 1919 đến tháng 10 năm 1922.
Chiến dịch của Hy Lạp được tiến hành chủ yếu bởi vì các đồng minh phương Tây, đặc biệt là Thủ tướng Anh David Lloyd George, hứa sẽ cho Hy Lạp lãnh thổ của Đế quốc Ottoman do Tiểu Á vốn là đất của Hy Lạp cổ đại và Đế quốc Byzantium trước khi bị người Thổ xâm chiếm. Cuộc xung đột vũ trang bắt đầu khi quân đội Hy Lạp đổ bộ vào Smyrna (nay là Izmir) ngày 15 tháng 5 năm 1919. Họ tiến sâu vào trong đất liền và kiểm soát phần phía tây và tây bắc của Tiểu Á, bao gồm các thành phố Manisa, Balıkesir, Aydın, Kütahya, Bursa và Eskişehir. Bước tiến của quân đoàn dừng lại trước quân đội Thổ Nhĩ Kỳ tại trận Sakarya, năm 1921. Mặt trận Hy Lạp sụp đổ sau khi quân Thổ Nhĩ Kỳ phản công vào tháng 8 năm 1922, và cuộc chiến kết thúc với việc xâm chiếm Smyrna bởi lực lượng Thổ Nhĩ Kỳ và cuộc đại hỏa hoạn Smyrna.
Kết quả là chính phủ Hy Lạp đã chấp nhận các yêu cầu của Phong trào quốc gia Thổ Nhĩ Kỳ (Thổ Nhĩ Kỳ) và trở lại biên giới trước chiến tranh, để lại Đông Thrace và Tây Tiểu Á cho Thổ Nhĩ Kỳ. Quân Đồng minh từ bỏ Hiệp ước Sèvres để đàm phán một hiệp ước mới tại Lausanne với Phong trào Quốc gia Thổ Nhĩ Kỳ. Hiệp ước Lausanne công nhận nền độc lập của Cộng hòa Thổ Nhĩ Kỳ và chủ quyền của nó đối với vùng lãnh thổ Tiểu Á nhưng đổi lại thì Thổ Nhĩ Kỳ phải từ bỏ yêu sách chủ quyền đối với nhiều vùng lãnh thổ mà vốn trước đây thuộc về Đế quốc Ottoman cũ. Chính phủ Hy Lạp và Thổ Nhĩ Kỳ đồng ý tham gia vào việc trao đổi dân cư.

## Bối cảnh

### Bối cảnh địa chính trị

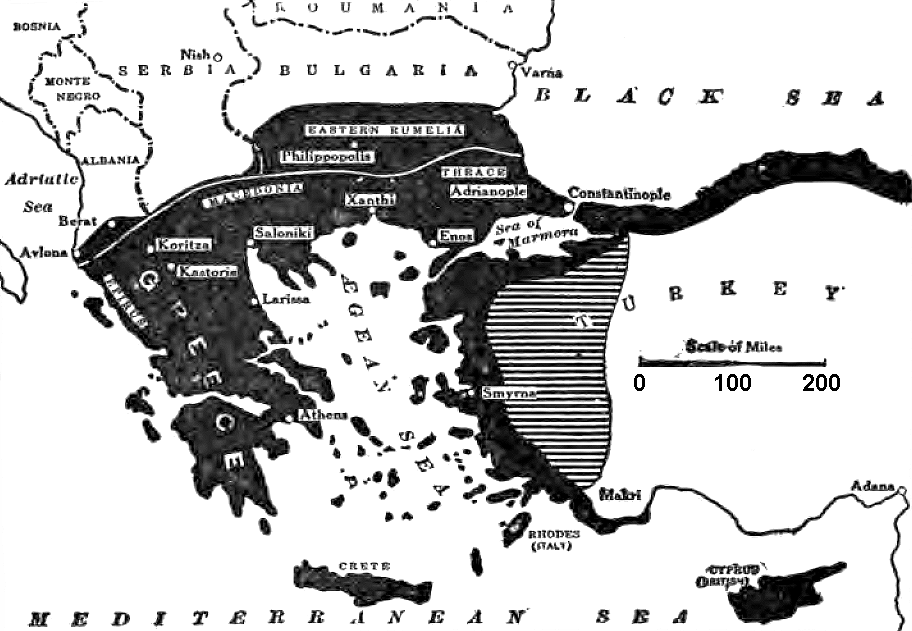
Bản đồ Tư tưởng Megali

Hoàn cảnh địa chính trị của cuộc xung đột này bắt nguồn từ sự phân chia đế quốc Ottoman, một hệ quả của Chiến tranh thế giới thứ nhất và sự liên quan của người Ottoman tại mặt trận Trung Đông. Người Hy Lạp được yêu cầu vào Smyrna bởi Bộ ba Entente theo thỏa thuận phân chia. Trong thời gian này, chính phủ Ottoman sụp đổ hoàn toàn và đế quốc Ottoman bị chia cho các nước Entente thắng cuộc với Hiệp ước Sèvres ngày 10 tháng 8 năm 1920. Có một số hiệp ước bí mật về việc phân chia Đế quốc Ottoman cuối thế chiến thứ nhất. Bộ ba Entente đã có những lời hứa trái ngược nhau về hy vọng của Hy Lạp ở Tiểu Á.
Đồng minh phương Tây, cụ thể là Thủ tướng Anh David Lloyd George, đã hứa cho đất của đế quốc Ottoman cho Hy Lạp nếu Hy Lạp tham chiến bên phe của quân Đồng minh. Những vùng đất này bao gồm Đông Thrace, quần đảo Imbros (İmroz) và Tenedos (Bozcaada), và một phần của phía tây Tiểu Á xung quanh thành phố Smyrna, với một dân số Hy Lạp đáng kể.
Hiệp ước St.-Jean-de-Maurienne, ký ngày 26 tháng 4 năm 1917, giải quyết "vấn đề Trung Đông" cho Ý, bị bác bỏ bởi Anh và Pháp, khi hai nước này cho Hy Lạp đổ bộ vào Smyrna (İzmir), vốn là phần lãnh thổ được trao cho Ý. Trước đó, phái đoàn Ý đã rời Hội nghị Hòa bình Paris năm 1919 trước khả năng một cuộc xâm lược của Hy Lạp vào Tây Tiểu Á, và chỉ trở về Paris ngày 5 tháng 5. Sự vắng mặt của phái đoàn Ý tại hội nghị cuối cùng giúp nỗ lực của Lloyd George để thuyết phục Pháp và Hoa Kỳ ủng hộ Hy Lạp và ngăn chặn quân Ý ở Tây Tiểu Á.
Theo một số nhà sử học, chính sự xâm lăng Smyrna của Hy Lạp đã tạo nên Phong trào Quốc gia Thổ Nhĩ Kỳ. Arnold J. Toynbee cho rằng: "Chiến tranh giữa Thổ Nhĩ Kỳ và Hy Lạp vào lúc này là trận chiến phòng ngự để bảo vệ vùng đất quê hương Thổ ở Tiểu Á. Đó chính là kết quả của chính sách chủ nghĩa đế quốc Đồng minh ở một quốc gia khác, với khí tài và năng lực quân sự bị xem nhẹ; nó bắt nguồn từ cuộc xâm lăng vô cớ của quân đội Hy Lạp". Theo những người khác, cuộc đổ bộ của Hy Lạp vào Smyrna là một phần trong kế hoạch của Eleftherios Venizelos, ảnh hưởng từ Tư tưởng Megali, nhằm giải phóng cộng đồng Hy Lạp ở Tiểu Á. Trước cuộc đại hỏa hoạn, Smyrna có dân số Hy Lạp lớn hơn cả thủ đô của Hy Lạp, Athens. Trước cuộc trao đổi dân cư, Athens có 473.000 người, còn Smyrna, theo nguồn Ottoman, có hơn 629.000 người Hy Lạp năm 1910.

### Cộng đồng Hy Lạp ở Tiểu Á
| Tỉnh                                      | Thổ             | Hy Lạp           | Armenia       | Do Thái      | Khác          | Tổng cộng       |
| ----------------------------------------- | --------------- | ---------------- | ------------- | ------------ | ------------- | --------------- |
| İstanbul                                  | 135.681         | 70.906           | 30.465        | 5.120        | 16.812        | 258.984         |
| İzmit                                     | 184.960         | 78.564           | 50.935        | 2.180        | 1.435         | 318.074         |
| Aydın (Izmir)                             | 974.225         | 629.002          | 17.247        | 24.361       | 58.076        | 1.702.911       |
| Bursa                                     | 1.346.387       | 274.530          | 87.932        | 2.788        | 6.125         | 1.717.762       |
| Konya                                     | 1.143.335       | 85.320           | 9.426         | 720          | 15.356        | 1.254.157       |
| Ankara                                    | 991.666         | 54.280           | 101.388       | 901          | 12.329        | 1.160.564       |
| Trabzon                                   | 1.047.889       | 351.104          | 45.094        | –            | –             | 1.444.087       |
| Sivas                                     | 933.572         | 98.270           | 165.741       | –            | –             | 1.197.583       |
| Kastamonu                                 | 1.086.420       | 18.160           | 3.061         | –            | 1.980         | 1.109.621       |
| Adana                                     | 212.454         | 88.010           | 81.250        | –            | 107.240       | 488.954         |
| Biga                                      | 136.000         | 29.000           | 2.000         | 3.300        | 98            | 170.398         |
| Tổng cộng %                               | 8.192.589 75,7% | 1.777.146 16,42% | 594.539 5,5%  | 39.370 0,36% | 219.451 2,03% | 10.823.095 100% |
| Thống kê của Tòa thượng phụ Đại kết, 1912 |                 |                  |               |              |               |                 |
| Tổng cộng %                               | 7.048.662 72,7% | 1.788.582 18,45% | 608.707 6,28% | 37.523 0,39% | 218.102 2,25% | 9.695.506 100%  |

Một trong những nguyên nhân mà chính phủ Hy Lạp đưa ra cho việc đi vào Tiểu Á đó là có nhiều người Chính thống giáo nói tiếng Hy Lạp ở Tiểu Á cần sự bảo vệ. Người Hy Lạp đã đến Tiểu Á từ thời xa xưa, và trước Thế chiến thứ nhất, có đến 2,5 triệu người Hy Lạp sống trong đế quốc Ottoman. Tuy nhiên, khẳng định rằng người Hy Lạp chiếm đa số dân cư trong vùng đất này đã bị một số nhà sử học nghi ngờ. Thành phần dân số càng không rõ ràng do chính sách của Ottoman, chia dân cư theo tôn giáo thay vì nguồn gốc, ngôn ngữ, hoặc tự nhận dạng. Mặt khác, thống kê của Anh và Mỹ vào thời đó (1919) ủng hộ khẳng định người Hy Lạp chiếm phần lớn dân số vùng Smyrna, khoảng 375.000, còn đạo Hồi có khoảng 325.000 người.
Thủ tướng Hy Lạp Venizelos nói với một tờ báo Anh rằng "Hy Lạp không gây chiến với đạo Hồi, mà là với chính phủ Ottoman lỗi thời, và chính quyền thối nát, xấu xa, tàn bạo của nó, với mục đích đánh đuổi nó khỏi những vùng lãnh thổ nơi phần lớn dân số là người Hy Lạp".
Ở một mức độ nào đó, mối nguy hiểm trên nhiều khả năng đã bị phóng đại bởi Venizelos khi đàm phán Sèvres, nhằm nhận được sự ủng hộ của chính quyền Đồng minh. Hầu hết lãnh đạo của chế độ này đã chạy trốn ra nước ngoài vào cuối Thế chiến I và chính phủ Ottoman tại Constantinople đã bị Anh kiểm soát. Ngoài ra, Venizelos cũng đã có ý định thôn tính lãnh thổ của đế quốc Ottoman từ đầu Thế chiến thứ nhất, trước khi những vụ thảm sát diễn ra. Trong một lá thư gửi Vua Constantine I của Hy Lạp tháng 1 năm 1915, ông viết rằng: "Tôi nghĩ rằng phần đất nhượng cho Hy Lạp ở Tiểu Á sẽ lớn đến mức một Hy Lạp lớn và giàu mạnh sẽ được thêm vào nước ta sau khi chiến thắng các cuộc chiến tranh Balkan".